# Parshatatar

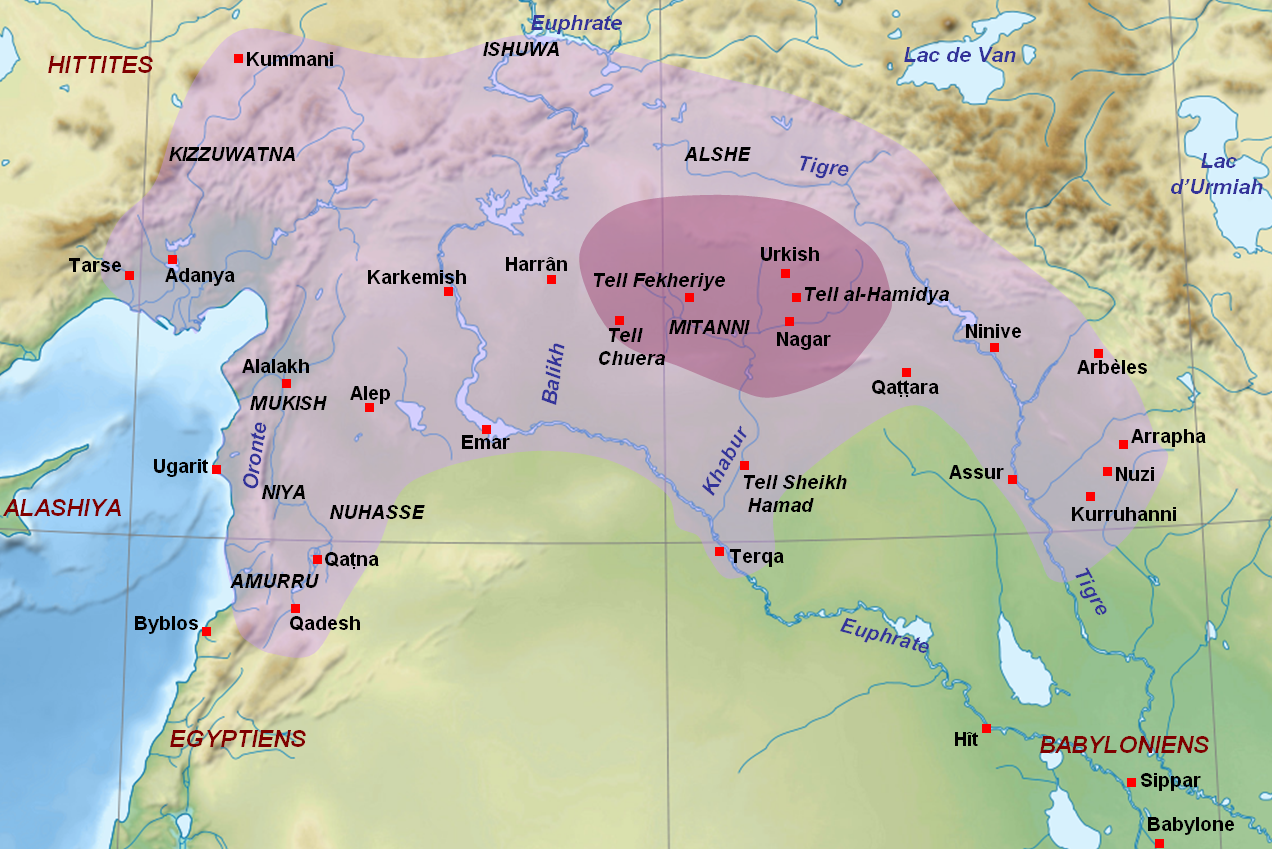
Kaart

Parshatatar, of Paršatar, is de naam van een Hurritische koning van Mitanni in de 15e eeuw v.Chr.. Het is mogelijk dat hij dezelfde persoon is als koning Barattarna.